# Silkroad Online
Silkroad Online (также известна как SRO; кор. 실크로드 온라인) — бесплатная многопользовательская ролевая онлайн-игра, созданная южнокорейской компанией Joymax Архивная копия от 9 апреля 2008 на Wayback Machine, бета-тестирование в международной версии было начато 1 октября 2005. Официальный релиз международной версии игры состоялся 23 февраля 2006 на месяц раньше планируемой даты. Игра происходит в декорациях, основанных на истории Шёлкового пути. Отличительной особенностью от других MMORPG является трёхсторонний конфликт, который положен в основу игры. В России издателем игры являлась компания IT Territory, открытый бета-тест русской версии состоялся 22 декабря 2009 года. Локализация игры @mail.ru была закрыта в России 1 июня 2013 года. 5 апреля 2023 года игра вновь выходит в России.

## Общие сведения
Silkroad Online основана на истории торговли Китая через Шёлковый путь, сеть торговых путей в Азии. Игра воспроизводит Шёлковый путь, хоть и в меньших масштабах, с достаточным уровнем реалистичности и добавлением магических способностей, выражаемых в специальных умениях и возможностях. Одна из самых главных особенностей — это возможность выбора игрока между тремя профессиями — вор, караванщик и охранник караванов по достижении 20-го уровня его игровым персонажем. На данный момент игра имеет предел уровня персонажа, равный 120, и 12 градаций предметов, каждая из которых мощнее предыдущей (по возрастанию мощности от 1 до 12 градации).
Silkroad Online включает в себя представителей монголоидной и европеоидной рас, большое количество классов персонажей и игровую карту, состоящую из части Китая, Центральной и Малой Азии и Константинополя. Разные расы имеют доступ к различным уникальным способностям, таким как способности мусульманских огненных джиннов, однако способности греческих божеств для европеоидной расы ещё не были реализованы. В июле 2007 Joymax выпустила новую игру «Silkroad Online Legend I: Europe», которая базируется на оригинальной Silkroad Online с добавлением особенностей. Игра содержит европейские архитектуру, персонажей, одежду, и новые способности, которые может использовать игрок.

## Отзывы
Журнал «Игромания» в рецензии на русскую версию игры написал, что это «локализация очередной корейской гриндилки, которая ничем не лучше и не хуже остальных». В самом журнале выставлена оценка 6,5, а на сайте 6 из 10 баллов.